# المناقشة العامة للدورة الثامنة والستين للجمعية العامة للأمم المتحدة
بدأت المناقشة العامة للدورة الثامنة والستين للجمعية العامة للأمم المتحدة في 24 سبتمبر 2013 وانتهت في 4 أكتوبر 2013. ألقى زعماء عدد من الدول الأعضاء كلمات أمام الجمعية العامة للأمم المتحدة. كان هناك جدل في هذه الجلسة وأحد مسبباته أن ليبيا خرقت البروتوكول.

## التنظيم والمواضيع
يُمنح ترتيب المتحدثين أولاً للدول الأعضاء، ثم الدول المراقبة والهيئات فوق الوطنية. ستتاح الفرصة للكيانات المراقبة الأخرى للتحدث في نهاية النقاش إذا اختارت ذلك. يُدرج المتحدثون في القائمة بناءً على ترتيب طلباتهم، مع إيلاء اهتمام خاص للوزراء والمسؤولين الحكوميين من نفس الرتبة أو من رتبة أعلى. وفقاً للقواعد المعمول بها في المناقشة العامة، يجب أن تكون البيانات بأحد اللغات الرسمية للأمم المتحدة: العربية، والصينية، والإنجليزية، والفرنسية، والروسية، والإسبانية، وستُترجم بواسطة مترجمي الأمم المتحدة. يُطلب من كل متحدث تقديم 20 نسخة مسبقة من بيانه إلى موظفي المؤتمر لتسهيل الترجمة ولعرضها على المنصة. ورغم عدم وجود حد زمني للخطابات، يُوصى طوعياً بأن لا تتجاوز مدة الخطاب 15 دقيقة.  
وبالإضافة إلى التعليق على قضايا ذات أهمية وطنية فردية وأهمية دولية أوسع نطاقاً، اختار رئيس الجمعية العامة جون وليام آش موضوع:  "أجندة التنمية لما بعد عام 2015: التمهيد!". وهذا يعني أنه يدعو الدول الأعضاء وأصحاب المصلحة الآخرين "إلى تعزيز الحوار، والتأمل، والالتزام بصياغة أجندة جديدة فعالة للتغلب على الفقر وانعدام الأمن وضمان التنمية المستدامة".
وشملت مواضيع المناقشة العامة الحرب الأهلية السورية وإيران والأسلحة النووية.  ومن بين القضايا الأخرى: المناقشة السنوية حول إصلاح الأمم المتحدة، تغير المناخ (وخاصة بين الدول الجزرية الصغيرة النامية)، والموضوع الذي اختاره آش، ومعاهدة تجارة الأسلحة.

## جدول المتحدثين
ألغت المملكة العربية السعودية خطابها مستشهدة بـ "ازدواجية المعايير الدولية" بشأن الشرق الأوسط. 
وفيما يلي جدول بقية المتحدثين في قاعة الجمعية العامة:

### 24 سبتمبر
جدول الصباح 
- الأمم المتحدة –الأمين العام بان كي مون
- الأمم المتحدة – الدورة 68 للجمعية العامة للأمم المتحدة – الرئيس جون وليام آش
- البرازيل – الرئيسة ديلما روسيف
- الولايات المتحدة – الرئيس باراك أوباما
- تركيا – الرئيس عبدالله غل
- نيجيريا – الرئيس غودلاك جوناثان
- تشيلي – الرئيس سبستيان بنييرا
- بلغاريا – الرئيس روسن بليفنيليف
- موزمبيق – الرئيس أرماندو إيميليو غويبوزا
- فرنسا – الرئيس فرانسوا أولاند
- الأردن – الملك عبدالله الثاني
- سلوفاكيا – الرئيس إيفان غاشباروفيتش
- كولومبيا – الرئيس خوان مانويل سانتوس
- قطر – الأمير تميم بن حمد آل ثاني
- موناكو – الأمير ألبير الثاني
- جنوب إفريقيا – الرئيس جاكوب زوما
- أوكرانيا – الرئيس فيكتور يانوكوفيتش
- سريلانكا – الرئيس ماهيندا راجاباسكا

جدول فترة ما بعد الظهر 
- كوستاريكا – الرئيسة لورا شينشيلا ميراندا
- النمسا – الرئيس هاينز فيشر
- باراغواي – الرئيس هوراسيو مانويل كارتيس جارا
- لاتفيا – الرئيس أندريس بيرزنس
- ليبيريا – الرئيسة إلين جونسون سيرليف
- إيران – الرئيس حسن روحاني
- الغابون – الرئيس علي بونغو أونديمبا
- البوسنة والهرسك – الرئيس زيلكو كومسيتش
- لبنان – الرئيس ميشال سليمان
- سويسرا – الرئيس أولي ماورر
- أوروغواي – الرئيس خوسي موخيكا
- أوغندا –الرئيس يوري كاجوتا موسيفيني
- الأرجنتين – الرئيسة كريستينا فيرنانديز
- مالاوي – الرئيسة جويس باندا
- زامبيا – الرئيس مايكل شيلوفيا ساتا
- السويد – رئيس الوزراء فريدريك رينفلت

### 25 سبتمبر
جدول الصباح 
- إستونيا – الرئيس توماس هيندريك
- بنما – الرئيس ريكاردو مارتينيلي
- ساحل العاج – الرئيس الحسن واتارا
- بيرو – الرئيس أولانتا هومالا تاسو
- تيمور الشرقية – الرئيس تاور ماتان رواك
- السنغال – الرئيس ماكي سال
- جمهورية الكونغو الديمقراطية – الرئيس يوسف كابيلة كابانج
- السنغال – الرئيس ماكي سال (مجدولة)
- مدغشقر – الرئيس أندريه راجولينا
- رواندا – الرئيس بول كاغامي (مجدولة)
- بوركينا فاسو – الرئيس بليز كومباوري
- إثيوبيا – رئيس الوزراء هايلي مريام ديسالين
- أنتيغوا وباربودا – رئيس الوزراء ونستون بالدوين سبنسر
- فيجي – رئيس الوزراء العميد فرانك باينيماراما
- الاتحاد الأوروبي – الرئيس هيرمان فان رومبوي
- الكويت – رئيس الوزراء الشيخ جابر مبارك الحمد الصباح
- إيطاليا – رئيس الوزراء إنريكو ليتا

جدول فترة ما بعد الظهر 
- صربيا – الرئيس توميسلاف نيكوليتش
- تشاد – الرئيس إدريس ديبي إتنو
- رواندا – الرئيس بول كاغامي
- كيريباتي – الرئيس انوتي تونغ
- بولندا – الرئيس برونيسلاف كوموروفسكي
- سوازيلاند – الملك مسواتي الثالث
- جورجيا – الرئيس ميخائيل ساكاشفيلي
- إلسالفادور – الرئيس كارلوس موريسيو فيونيس (مجدولة)
- ولايات ميكرونيسيا المتحدة – الرئيس إيمانويل موري
- إلسالفادور – الرئيس كارلوس موريسيو فيونيس
- بالاو – الرئيس تومي ريمينجساو جونيور
- جزر القمر – الرئيس إكليل ظنين
- بوليفيا – الرئيس ايفو موراليس ايما
- إسبانيا – رئيس الوزراء ماريانو راخوي (مجدولة)
- ليبيا – الرئيس علي زيدان
- ترينيداد وتوباغو – رئيس الوزراء كاملا بيرساد-بيسيسار
- إسبانيا – رئيس الوزراء ماريانو راخوي
- طاجيكستان – رئيس الوزراء عقيل عقيلوف
- الكاميرون – وزير الخارجية بيير موكوكو
- النرويج – وزير الخارجية إسبن بارث إيدي
- بنين – وزير الخارجية نصيرو باكو أريفاري (مجدولة)

### 26 سبتمبر
جدول الصباح 
- غيانا - الرئيس دونالد راموتار
- ناميبيا - الرئيس هيفيكيبوني بوهامبا
- قبرص - الرئيس نيكوس أناستاسيادس
- غانا - الرئيس جون دراماني ماهاما
- منغوليا - الرئيس إلبجدورج تساكيا
- سلوفينيا - الرئيس بوروت باهور
- تونس - الرئيس المنصف المرزوقي
- ليتوانيا - الرئيس داليا غريباوسكايتي
- ناورو - الرئيس البارون ديوافيسي واغا
- زيمبابوي - الرئيس روبرت موغابي
- غواتيمالا - الرئيس أوتو فيرنانديز بيريز مولينا
- فلسطين - الرئيس محمود عباس
- مالطا - رئيس الوزراء جوزيف مسكات
- اليابان - رئيس الوزراء شينزو آبي

جدول فترة ما بعد الظهر 
- كرواتيا - الرئيس إيفو يوسيبوفيتش
- السودان - الرئيس عمر البشير (مجدولة)[nb 1]
- جزر مارشال - الرئيس كريستوفر لويك
- غينيا الاستوائية - الرئيس تيودورو أوبيانغ
- الصومال - الرئيس حسن شيخ محمود
- جمهورية إفريقيا الوسطى - الرئيس ميشيل جوتوديا
- غينيا بيساو - الرئيس المؤقت مانويل سيريفو ناماجو
- جنوب السودان - نائب الرئيس جيمس واني إيجا
- نيوزيلندا - رئيس الوزراء جون كي (مجدولة)
- مولدوفا - رئيس الوزراء يوري ليانكا
- ليسوتو - رئيس الوزراء توماس تاباني
- بلجيكا - رئيس الوزراء إليو دي روبو
- هايتي - رئيس الوزراء لوران لاموث
- نيوزيلندا - رئيس الوزراء جون كي
- كوبا - وزير الخارجية برونو رودريغيز
- الجزائر - وزير الخارجية رمطان لعمامرة
- سيراليون - وزير الخارجية سامورا كامارا
- بوروندي - وزير الخارجية لوران كافاكوري
- المكسيك - وزير الخارجية خوسيه أنطونيو ميد كوريبرينا
- بنين - وزير الخارجية نصيرو باكو أريفاري

### 27 سبتمبر
جدول الصباح 
- غامبيا - الرئيس يحيى جامع
- تونغا - الملك توبو السادس
- مالي - الرئيس إبراهيم بوبكر كيتا
- العراق - نائب الرئيس خضير موسى الخزاعي
- أنغولا - نائب الرئيس مانويل دومينغوز
- هندوراس - نائب الرئيس ماريا أنطونيتا دي بوغران
- سيشل - نائب الرئيس داني فاوري
- باكستان - رئيس الوزراء محمد نواز شريف
- سانت كيتس ونيفيس - رئيس الوزراء ينزل دوغلاس
- المملكة المتحدة - نائب رئيس الوزراء نيك كلغ
- روسيا - وزير الخارجية سيرجي لافروف
- كوريا الجنوبية - وزير الخارجية يون بيونغ سي
- الصين - وزير الخارجية وانغ يي
- أستراليا - وزيرة الخارجية جولي بيشوب (مجدولة)
- أوزبكستان - وزير الخارجية عبدالعزيز كاملوف
- أستراليا - وزيرة الخارجية جولي بيشوب
- هولندا - وزير الخارجية فرانس تيمرمانز
- جمهورية الكونغو - وزير الخارجية باسيل ايكويبي

جدول فترة ما بعد الظهر 
- تنزانيا - الرئيس جاكايا مريشو كيكويتي
- سانت فينسنت والغرينادين - رئيس الوزراء رالف غونسالفيس
- ساموا - رئيس الوزراء تويلايبا سايلي ماليليغاوي
- بنغلاديش - رئيسة الوزراء شيخة حسينة
- مقدونيا - رئيس الوزراء نيكولا غرويفسكي
- سان مارينو - وزير الخارجية باسكوالي فالنتيني
- الجبل الأسود - رئيس الوزراء ميلو ديوكانوفيتش
- فيتنام - رئيس الوزراء نجوين تان دونج
- جمهورية التشيك - رئيس الوزراء جيري روسنوك
- لوكسمبورغ - نائب رئيس الوزراء جين أسيلبورن
- اليونان - وزير الخارجية إيفانغيلوس فينيزيلوس
- النيجر - نائب رئيس الوزراء محمد بازوم
- السودان - وزير الخارجية علي أحمد كارتي
- كازاخستان - وزير الخارجية ايرلان ادريسوف
- إندونيسيا - وزير الخارجية مارتي ناتاليجاوا
- أفغانستان - وزير الخارجية زلماي رسول
- فنلندا - وزير الخارجية إركي تووميويا
- فنزويلا - وزير الخارجية إلياس جاوا ميلانو

#### حق الرد
تتمتع الدول الأعضاء بخيار الرد على التعليقات في اليوم نفسه (أو حتى في الأيام السابقة)، ولكنها تقتصر على 10 دقائق للرد الأول وخمس دقائق للرد الثاني. تُلقى كل الخطب من داخل قاعة الاجتماع، على عكس المنصة المستخدمة في المناقشة العامة.
ردت كوريا الشمالية قائلة إن كوريا الجنوبية أدلت بتصريحات مضللة فيما يتعلق بالأسلحة النووية عندما كانت تحت المظلة النووية للولايات المتحدة وسمحت بدخول الأسلحة النووية إلى شبه الجزيرة الكورية وبالتالي قوّضت السلام في شبه الجزيرة. كما نفت كوريا الشمالية وجود قانون دولي يتيح للوكالة الدولية للطاقة الذرية التحقق منها. أطلقت كوريا الجنوبية قمراً صناعياً مباشرة بعد إطلاق كوريا الشمالية، واعتبرت كوريا الشمالية أن الولايات المتحدة كذبت عندما زعمت أن الأمر ليس قضية للنقاش في مجلس الأمن الدولي. لقد كان هذا معيارًا مزدوجًا. يشير تاريخ مجلس الأمن التابع للأمم المتحدة إلى أن القمر الصناعي يشكل تهديدًا للسلام والأمن، وبموجب تفويضه لم يلاحظ مجلس الأمن إطلاق قمر صناعي سلمي، بل التزم الصمت. وبالتوازي مع سياسة كوريا الشمالية، لا يمكن للاستفزاز أن يكون ورقة مساومة. وكانت مسألة لم شمل الأسرة من بين النقاط التي طُرحت، ولكن أثناء الحوار، فتحت كوريا الجنوبية تدريبات عسكرية مشتركة ضد الحوار واعتقلت شخصيات سياسية مؤيدة للوحدة.
وردت كوريا الجنوبية قائلة إن كوريا الشمالية تنفي أنها ليست ملزمة بالتزامات مثل الآخرين. وفقًا للمادة 25 من ميثاق الأمم المتحدة، فإن "جميع الأعضاء ينفذون قرارات مجلس الأمن"، وبالتالي، فمن المؤسف أن تكرر كوريا الشمالية استخدام القوة غير العقلانية.

### 28 سبتمبر
جدول الصباح 
- جامايكا - رئيسة الوزراء بورتيا سيمبسون ميلر
- موريشيوس - رئيس الوزراء نافينشاندرا رامجولام
- فانواتو - رئيس الوزراء موانا كاركاسز كالوسيل
- ألبانيا - رئيس الوزراء إيدي راما
- أندورا - رئيس الوزراء أنطوني مارتي
- ماليزيا - رئيس الوزراء محمد نجيب بن تون الحاج عبد الرزاق
- نيبال - رئيس مجلس الوزراء كيل راج ريجمي
- الهند - رئيس الوزراء مانموهان سينغ
- الرأس الأخضر - رئيس الوزراء خوسيه ماريا نيفيس
- بابوا غينيا الجديدة - نائب رئيس الوزراء ليو ديون
- ألمانيا - وزير الخارجية غيدو فيسترفيله
- رومانيا - وزير الخارجية تيتوس كورلاتيان
- روسيا البيضاء - وزير الخارجية فلاديمير ماكي
- البرتغال - وزير الدولة روي ماشيتي
- مصر - وزير الخارجية نبيل فهمي
- قرغيزستان - وزير الخارجية إرلان عبد الداييف
- أذربيجان - وزير الخارجية ألمار ممادياروف

جدول فترة ما بعد الظهر 
- جزر البهاما - رئيس الوزراء بيري جلادستون كريستي
- بروناي - ولي العهد حجي المهتدي بالله
- لاوس - نائب رئيس الوزراء ثونجلون سيسوليث
- أيرلندا - نائب رئيس الوزراء إيمون جيلمور
- تايلاند - نائب رئيس الوزراء سورابونج توفيشاكشايكول
- جزر سليمان - نائب رئيس الوزراء ماناسيه مالنجا
- توفالو - نائب رئيس الوزراء فيتي ساكايو
- أرمينيا - وزير الخارجية ادوارد نالبانديان
- موريتانيا - وزير الخارجية أحمد ولد تكدي
- ليختنشتاين - وزيرة الخارجية فريش اريليا
- اليمن - وزير الخارجية ابو بكر القربي
- سنغافورة - وزير الخارجية ك.شانموجام

### 30 سبتمبر
جدول الصباح 
- كندا - وزير الخارجية جون بيرد
- البحرين - وزير الخارجية الشيخ خالد بن أحمد آل خليفة
- السعودية - وزير الخارجية الأمير سعود الفيصل (مجدولة)
- سوريا - نائب رئيس الوزراء وليد المعلم
- تركمانستان - نائب رئيس الوزراء ساباردوردو تويليف (مجدولة)
- تركمانستان - وزير الخارجية راشد ميريدوف
- عمان - وزير الخارجية يوسف بن علوي
- آيسلندا - وزير الخارجية جونار براجي سفينسون
- جيبوتي - (مجدولة)
- بليز - وزير الخارجية ويلفريد إيرنغتون
- المغرب - وزير الخارجية سعد الدين العثماني
- إريتريا - وزير الخارجية عثمان صالح محمد
- نيكاراغوا - وزير الخارجية صمويل سانتوس لوبيز
- سانت لوسيا - وزير الخارجية ألفا بابتيست

جدول فترة ما بعد الظهر 
- المجر - وزير الخارجية يانوس مارتوني
- غينيا - وزير الخارجية فرانسوا لونسيني فال
- الفلبين - وزير الخارجية البيرت ديل روزاريو
- باربادوس - وزير الخارجية ماكسين باميلا أوميتا ماكلين
- ميانمار - وزير الخارجية وونا موانغ لوين
- بوتان - وزير الخارجية ليونبو رينزين دورجي
- سورينام - وزير الخارجية وينستون جي. لاكين
- غرينادا - وزير الخارجية نيكولاس ستييل

#### حق الرد
ردت إندونيسيا برفضها الشديد لقضية بابوا الغربية التي أثارتها فانواتو. وقالوا إن البيان يعكس افتقارًا مؤسفًا إلى فهم الدور التاريخي للأمم المتحدة و"الموقف المبدئي للمجتمع الدولي بأسره" والتطورات في بابوا الغربية بإندونيسيا . وكان ذلك بمثابة "رفض تام للاعتراف" بالحقائق المتعلقة بالمقاطعة وجهود الحكومة الإندونيسية والسلطات المحلية في توفير الرفاهية لشعب المقاطعتين.[أي منها؟] قال ممثلو إندونيسيا في الأمم المتحدة أيضًا إن الديناميكيات السياسية الداخلية في فانواتو لعبت دورًا في إثارة قضايا بابوا الغربية في الأمم المتحدة، وقد أقر بذلك بيان صادر عن رئيس وزراء فانواتو[من؟] ونشرته صحيفة فانواتو بوست[متى؟] التي جاء فيها: "قضية غرب بابوا سُيِّست وحُولت إلى حركات سياسية لا تهدف إلى خدمة شعب غرب بابوا بل لتحقيق حملات سياسية ودعائية". وأكدوا أن البيان لم يكن صادراً عن السلطات الإندونيسية بل عن حكومة فانواتو آنذاك. وبالإضافة إلى ذلك، فإن إندونيسيا لم تشتت انتباهها بهذه الميول وستواصل جهود التنمية من خلال الحكم الذاتي الخاص وستواصل أيضًا العلاقات الودية مع فانواتو.

### 1 أكتوبر
جدول الصباح 
- المالديف - القائم بأعمال وزير الخارجية مريم شكيلة
- بوتسوانا - وزير الخارجية فاندو سكليماني
- الكرسي الرسولي - سكرتير العلاقات مع الدول رئيس الأساقفة دومينيك مامبيرتي
- كوريا الشمالية - نائب وزير الخارجية باك كيل يون
- جمهورية الدومينيكان - نائب وزير الخارجية خوسيه مانويل ترولولس
- كمبوديا - الممثل الدائم لدى الأمم المتحدة كوسال سي
- دومينيكا - الممثل الدائم لدى الأمم المتحدة فينس هيندرسون
- توغو - الممثل الدائم لدى الأمم المتحدة كودجو مينان
- الإكوادور - الممثل الدائم لدى الأمم المتحدة إكزافيير لاسو ميندوزا
- ساو توميه وبرينسيب - الممثل الدائم لدى الأمم المتحدة كارلوس فيلومينو
- الدنمارك - الممثل الدائم لدى الأمم المتحدة إب بيترسن
- إسرائيل - رئيس الوزراء بنيامين نتنياهو

#### حق الرد
ردت ليبيا على بيان بوليفيا قائلة إنها تغلبت على حكمالدكتاتورية. ورغم أنها لم تُعِر أهمية في البداية للبيان، واعتبرته دعاية من طرف إلى طرف آخر، فإن موراليس (رئيس بوليفيا) طرح سؤالين محددين وكان من حقه الحصول على إجابة. وكانت الأسئلة: من كان يملك النفط الليبي؟ ومن يملك النفط الليبي اليوم؟ وواصل الممثل الادعاء بأن النفط الليبي كان مِلكاً لمعمر القذافي وعائلته ووُزع على أعضاء المنتدى الدولي لمحاربة الإمبريالية، والذي وصفه بأنه منظمة إرهابية أسسها القذافي لتمويل قادة منظمات يُدّعى أنها "إرهابية". واتهم موراليس بأنه على دراية بهذه المنظمة لأنه كان جزءا منها وعضوا بارزا فيها. وبناء على ذلك، اقترح أن موراليس يأسف على "دكتاتورية" القذافي لأنه فقد مصدرا ممتازا للتمويل. وأشار المندوب أيضا إلى أن القذافي وزع عائدات النفط على مساعديه والفاسدين في جميع أنحاء العالم لنشر الفوضى وقتل الأبرياء. وزعم أنه اختار كلماته بشكل عادل حيث قال أنه لم يكن ظالما للطاغية القذافي. ولم تكن تلك العائدات تُستخدم لدفع الرواتب، بل لنشر فلسفة الكتاب الأخضر للقذافي. وأضاف المندوب أن هذه أفكار فاسدة لفرد واحد حاول تدمير مؤسسات الدولة، وهكذا أُنفقت الأموال في عهد هذا الطاغية. وزعم أن الشعب الليبي اليوم هو المسؤول عن إصلاح ما دمره القذافي على مدى عقود من الزمن وتوفير الخدمات الأساسية للمواطنين. وزعم أنه لم يسيء إلى موراليس لأن الأخير ربما كان يعرف أن ليبيا واحدة من أغنى الدول الأفريقية ولكن ربما لم يكن يعلم أو يحتاج إلى أن يعلم أن أكثر من ربع الليبيين تحت خط الفقر، وأن رواتب الموظفين المدنيين الليبيين من بين الأدنى، وأن التعليم هو الأدنى في المنطقة، وأن ليبيا دولة فاسدة وأن معظم المدن ليس لديها أنظمة صرف صحي ولا وسائل نقل عام - لا داخل المدن ولا بينها. وأضاف أن ليبيا هي الدولة الوحيدة التي ليس بها مكتب بريد أو رمز بريدي وأن معظم الشوارع ليس لها أسماء. وأضاف أن موراليس كان صديقا للقذافي لأن عائدات النفط الليبي كانت توزع خارج ليبيا بينما كان الناس يعيشون في فقر وكانت الخدمات الأساسية تتدهور. وتحدث موراليس عن قصف ليبيا، ولكن المندوب زعم أن "ليبيا لم تتعرض للقصف أو القصف الجوي. لقد ساعد المجتمع الدولي ليبيا وقصف قوات الطاغية التي كانت تقصف البلدة والقرى وتقتل الأبرياء دون تمييز"، وأنه "من المؤسف أن موراليس لا يزال لا يريد الاعتراف بالفظائع التي ارتكبتها قوات صديقه القذافي ضد الأبرياء. إذا كانت لديك مشكلة مع دولة أو حزب فلا تستخدم ليبيا لإيذاء الآخرين. فالشعب الليبي يعرف من ساعده ومن ساعد جلاده". وعلى هذا فإن "الشعب الليبي يمد يده إلى كل من يحترم صداقته.
وردًا على التعليق، ذكّر آش الحضور بأن حق الرد على رئيس الدولة يجب أن يكون مكتوباً. ثم واصل دعوة الوفود الأخرى التي أرادت استخدام حق الرد.
رد خداد سيفي وزير الطاقة الإيراني على الاتهامات الموجهة للبرنامج النووي الإيراني قائلاً إن لإيران حقاً ثابتاً في الطاقة النووية السلمية وهي ملتزمة تمامًا باتفاقيات منع الانتشار، وأنه كان دائمًا للأغراض السلمية وأن إيران تواصل التعاون الكامل مع الوكالة الدولية للطاقة الذرية. وتجري كافة الأنشطة تحت كاميرات الوكالة ويقوم المفتشون المقيمون بزيارة المواقع بشكل منتظم وقياس حاويات اليورانيوم وختمها. وأضاف أن بعض أشكال التعاون تتجاوز الالتزامات القانونية من أجل بناء المزيد من الثقة؛ وقد أكدت الوكالة دائما عدم التحويل لأغراض عسكرية. وأضاف أن "الوكالة تواصل التحقق من المواد الموجودة في المنشآت النووية الإيرانية وفقا للاتفاق". وأشار كذلك إلى أن جميع الدول لها الحق في الطاقة النووية ولا يحق لأي دولة امتلاك الأسلحة النووية: "الطاقة النووية للجميع والأسلحة النووية ليست لأحد". شدد على أن إيران تميز بين الانتشار النووي الحقيقي واستخدام الطاقة النووية السلمية وترفض الربط بينهما. وأضاف أنه بالإضافة إلى الالتزامات فإن التعاليم الإسلامية تمنع السعي للحصول على برنامج للأسلحة النووية. إن الأسلحة النووية لا تحقق الأمن ولكنها تشكل التهديد الأعظم للدول التي تمتلك الأسلحة النووية والدول التي لا تمتلكها. وبالنظر إلى عدم وجود مبرر لقبول الأسلحة النووية، فإن إيران ترى أن هذه الأسلحة يجب إلغاؤها بالكامل، ولا مكان لها في عقيدتها الدفاعية. ورغم ذلك فإن بعض البلدان تعرب عن قلقها إزاء الأسلحة النووية الإيرانية، وهناك انعدام ثقة عميق من جانب إيران تجاه سياسات ونوايا هذه البلدان. وهناك حاجة إلى بناء الثقة المتبادلة التي لا يمكن أن تتحقق إلا باللجوء إلى قوة المنطق وليس إلى منطق القوة. القاعدة الذهبية هي اللجوء إلى الدبلوماسية وحدها. لا يمكن التوصل إلى حلول مستدامة إلا من خلال المفاوضات السلمية والمحترمة. من جانبها، أعربت إيران عن استعدادها الكامل للدخول في مفاوضات جادة ومحددة زمنياً. وتؤكد إيران استعدادها لضمان أن يكون برنامجها النووي سلميا بحتاً وإزالة مخاوف الأطراف الأخرى والاعتراف بحق إيران الأصيل في الطاقة النووية السلمية بما في ذلك دورة الوقود الوطنية الكاملة. وبناء على ذلك، ينبغي رفع العقوبات، سواء كانت أحادية الجانب أو متعددة الأطراف. إن الاحترام المتبادل والمعاملة المتساوية أمر ضروري لتحقيق وضع مربح للجانبين ويجب على الأطراف الأخرى أن تعتمد نفس النهج. وتؤكد إيران أيضًا على المساهمة المهمة التي يمكن أن تقدمها البلدان الأخرى لهذه العملية. وتغتنم إيران هذه الفرصة لتشكر جميع البلدان التي تدعم الحقوق السيادية في العلوم والتكنولوجيا السلمية وأولئك الذين دعموا البرنامج الإيراني في الأيام القليلة الماضية. ولكنه استشهد بالتصريح المثير للجدل الذي أدلى به "المتحدث الأخير" الذي وجه اتهامات إلى الأنشطة النووية السلمية الإيرانية، ورفض الرد عليها سوى بتفنيدها بشكل قاطع. وقال إن نتنياهو حاول "تضليل هذه الهيئة الموقرة" بشأن البرنامج النووي، ولكن على عكس العام الماضي، حاول أن تكون تصريحاته "أكثرَ ملكيةً مِن مَلِك" من خلال وضع معيار للأنشطة النووية الإيرانية ومستوى التخصيب. ومن ثم، عليه أن يعلم أن لا أحد يستطيع أن يملي على إيران ما يجب أن تفعله وما لا يجب أن تفعله. "إن إيران، باعتبارها طرفاً في معاهدة حظر الانتشار النووي، تدرك حقوقها وتلتزم تمام الالتزام بتعهداتها. والواقع أن إسرائيل هي الطرف الذي يحتاج إلى التثقيف بشأن هذه القضايا، وهي الدولة الوحيدة غير المشاركة في معاهدة حظر الانتشار النووي في الشرق الأوسط. وتحقيقاً لهذه الغاية، ليس أمام إسرائيل خيار سوى الانضمام إلى معاهدة حظر الانتشار النووي دون تأخير ووضع كل ممتلكاتها النووية تحت ضمانات الوكالة الدولية للطاقة الذرية. وتحدث نتنياهو عن أسلحة الدمار الشامل في الشرق الأوسط دون أن يذكر أن إسرائيل هي الدولة الوحيدة في المنطقة التي تمتلك كل أنواع أسلحة الدمار الشامل ولكنها [لحد الآن] ليست طرفاً في أي معاهدة تحظرها". ولم يذكر نتنياهو أيضاً المؤتمر المقترح في عام 2012 بشأن إنشاء منطقة خالية من أسلحة الدمار الشامل في الشرق الأوسط، والذي لم يعقد بسبب اعتراضات إسرائيل فقط. وعلى نحو مماثل لما حدث في العام الماضي، واصل نتنياهو تهديد إيران بالسلاح من خلال إساءة استخدام المناقشة العامة من خلال تهديد أحد الأعضاء المؤسسين للهيئة التي كان من المفترض أن تمنع انتهاكات السلام وفقاً لميثاق الأمم المتحدة. ورغم هذا فإن إسرائيل تتمتع بالحرية الكاملة وهي "فخورة بكل الفظائع التي ارتكبتها وأكثر من عشر حروب شنتها إسرائيل على مدى 65 عاماً ضد كل جيرانها وغيرهم أيضاً. وربما ترغب إسرائيل في التقدم بطلب للحصول على جائزة دولية تشهد على قدرة القوات الإسرائيلية على شن هجمات وحشية لا تنتهي ضد الناس تحت الاحتلال، وخاصة النساء والأطفال الأبرياء". وحذرت إيران إسرائيل من أن تتجنب بجدية أي حسابات خاطئة بشأن إيران، وأن سياسة إيران التي تمتد لقرون بعدم العدوان لا ينبغي تفسيرها على أنها عدم قدرة على الدفاع عن نفسها، بل هي تعبير عن مبدأها الراسخ في رفض استخدام القوة. وتفتخر إيران بأنها الأفضل في ممارسة حقها الطبيعي في الدفاع عن النفس بموجب المادة 51 من ميثاق الأمم المتحدة. ولذلك فمن الأفضل لنتنياهو ألّا يفكر بمهاجمة إيران ناهيك عن التخطيط لذلك. وفي الختام، أشار إلى ما يُزعم أن وزير الخارجية الإيراني ذكره في المناقشة العامة: "لقد اتُهمنا بشن هجوم ابتسامة، وهجوم الابتسامة أفضل من الهجوم العسكري". ثم اختتم بالقول: "وحقاً، سياسة الابتسامة أفضل من الكذب".
ردت أذربيجان على أرمينيا قائلة إنه كما يتضح من بيان المناقشة العامة لأرمينيا، فإن أرمينيا تعارض الحقائق التي تشير إلى سياستها العدوانية والكراهية والأكاذيب الصريحة والاعتداءات. ورغم أن البيان الأرمني رحب ببيان مجموعة مينسك التابعة لمنظمة الأمن والتعاون في أوروبا، إلا أن هذا الخطاب المجرد لم يكن كافياً لتحقيق تقدم في التسوية حيث تتناقض أفعال أرمينيا دائمًا مع أقوالها. حاول رئيس الوزراء الأرميني إدوارد نالبانديان أن يطمئن المجتمع الدولي إلى التزام حكومته بالقانون الدولي؛ لكن في الواقع، انتهكت أرمينيا هذه المبادئ وغيرها من مبادئ القانون الدولي بشكل صارخ باحتلالها وسيطرتها على مرتفعات قره باغ وأجزاء أخرى من أذربيجان. وفقاً للمعايير الدولية، ومن أجل ضمان تحرير الأراضي الأذربيجانية المحتلة، أقامت أذربيجان وأرمينيا علاقات فيما بينهما. وترفض أرمينيا هذا التفهم وتستمر في انتهاك القانون الدولي. وبحسب كلمات نالبانديان، فإن أذربيجان ترفض الاتفاقيات، لكن ثبت أن هذا غير صحيح ويشهد على عدم امتثال أرمينيا لقرارات مجلس الأمن التابع للأمم المتحدة ويقوض تسوية الصراع بموجب القانون الدولي. ثم قالوا إن نالبانديان يبالغ في اتهام أذربيجان بارتكاب العدوان، وهو "كذب محض". وإلا لكان قد علم أن أربعة قرارات لمجلس الأمن أو بيانات رئاسية لم تذكر العدوان الأذربيجاني. هناك تناقض أيضًا من جانب كبار القادة الأرمينيين الذين اعترفوا علنًا وعلى أعلى مستوى بأن أرمينيا بدأت الحرب وكان الهدف منها تنفيذ خطة طويلة الأمد للاستيلاء على الأراضي الأذربيجانية. وقد أُعترف بذلك خلال المرحلة النشطة من الصراع، وتجاهلت أرمينيا مطالب مجلس الأمن التابع للأمم المتحدة بوقف الهجمات العسكرية والمعادية. وبعد اتفاق وقف إطلاق النار، لم الدول الوسيطة (ثلاث دول دائمة العضوية في مجلس الأمن[أي منها؟]) قط إلى قرار عام 1993. ولإثبات عبثية وجهة النظر، يكفي أن نذكر هنا بيان الاجتماع الرئاسي لمجلس الأمن التابع للأمم المتحدة في سبتمبر1995[من؟] بشأن القرارات الأخرى. في زعمها أن أذربيجان ترفض تدابير بناء الثقة، تلجأ أرمينيا إلى "النسيان المعتاد" الذي ينكر حقوق مليون لاجئ ونازح أذربيجاني في العودة إلى ديارهم. وبدلاً من ذلك، قامت أرمينيا بإزالة العلامات التي تشير إلى جذورها التاريخية والثقافية، وعارضت الاتصالات المباشرة بين أذربيجان ومجتمعات مرتفعات قره باغ. وأضافت أذربيجان أن الأفكار البغيضة تجاهها وتجاه الدول المجاورة لا تسهم في تدابير بناء الثقة. كما أن الهجمات المنتظمة من قبل القوات المسلحة الأرمنية على المدنيين الأذربيجانيين والممتلكات المدنية تؤدي إلى وقوع إصابات ووفيات بالقرب من خط المواجهة. وأكدت أن أرمينيا، في تجاهل واضح للقانون الدولي والالتزامات ذات الصلة بنظم التحكم في الأسلحة، تواصل بناء وجود عسكري في "الأراضي المحتلة". وبالمقارنة مع الناتج المحلي الإجمالي والميزانية الوطنية، فإن أرمينيا هي الدولة الأكثر عسكرة في جنوب القوقاز.
اختتمت أذربيجان بالقول إنه بدلًا من إلقاء المحاضرات على الآخرين بشأن الخير والشر، ينبغي على أرمينيا أن تتذكر تورط قيادتها المباشر في النزاع الذي أودى بحياة آلاف النساء والأطفال والمسنين الأذربيجانيين. كما سلطت الضوء على علاقات أرمينيا مع الإرهابيين ومجرمي الحرب ومنحهم أوسمة رسمية.
وختمت أذربيجان قائلة: "على عكس التطهير العرقي الذي مارسته أرمينيا في أراضيها وفي أذربيجان ضد جميع غيرالأرمن بهدف إنشاء ثقافة أحادية، حافظت أذربيجان على التنوع". وأكدت أن أرمينيا، من خلال تحديها لقرارات مجلس الأمن الدولي وجهود منظمة الأمن والتعاون في أوروبا وإنكارها المتعمد لحق اللاجئين في العودة إلى ديارهم وانتهاكها للقانون الدولي، تثبت أنها الخطر الحقيقي على القانون الدولي والسلام.
ردت كوريا الشمالية فيما يتعلق بالقضية النووية من أجل لفت الانتباه إلى "البيئة الأمنية الفريدة" التي تتعرض للتهديد والابتزاز من قبل أكبر دولة نووية. وقد سعت إلى لفت الانتباه إلى نقاط معينة: ففي عام 1957 أدخلت الولايات المتحدة أول سلاح نووي إلى كوريا الجنوبية. [ك‍] وبالتالي بدأ وجود الأسلحة النووية في الأرض؛ في السبعينيات وصل عدد الأسلحة النووية إلى أكثر من 1000 في شبه الجزيرة الكورية وحدها، وبالتالي أصبحت شبه الجزيرة الكورية المنطقة الأكثر كثافة سكانية للأسلحة النووية؛ في عام 2002 أطلقت الإدارة الأمريكية على جمهورية كوريا الديمقراطية الشعبية اسم "دولة نووية محظورة". [ك‍] كجزء من محور الشر وأرسل "رسالة قوية" إلى المجتمع الدولي بأكمله مفادها أن البلاد يجب القضاء عليها؛ وأدرجت "نفس الإدارة" جمهورية كوريا الديمقراطية الشعبية على قائمتها للضربات الوقائية النووية، وأنه بالإضافة إلى كل هذه الأسلحة النووية، تشارك الولايات المتحدة وكوريا الجنوبية "كل عام في تدريبات عسكرية كما ذكر عدة مرات في الدورة الحالية. في مارس 2013 عندما كانت الحرب وشيكة وكان الوقت الذي أدرك فيه المجتمع الدولي مدى خطورة الوضع، وهو ما يعني اندلاع حرب نووية". وقد حدث هذا أيضًا مع تكديس الأسلحة النووية الهائلة التي تحملها حاملة الطائرات USS George Washington والغواصات والطائرة بي-52 عبر المحيط. وقد اُعتبرت هذه الأحداث بمثابة ابتزاز وبلغت ذروتها في تهديد بقاء الأمة الكورية ككل (شمالاً وجنوباً). ونتيجة للبيئة الأمنية الفريدة التي تعيشها كوريا الشمالية، فليس أمامها خيار سوى اللجوء إلى السلاح النووي للدفاع عن شعبها وعدم السماح "للأسلحة النووية بالسقوط فوق تلال الشعب. لقد ساهم الردع النووي بشكل كبير في إحلال السلام الدائم في شبه الجزيرة الكورية والعالم". وبالإضافة إلى ذلك، وطبقاً لما قاله "المتحدث الأخير"، فقد طرحت كوريا الشمالية بعض النقاط الأخرى: ليس لدى إسرائيل ما يبرر الحديث عن دولة أخرى باعتبارها دولة نووية كاملة؛ فهي "سرطان في الشرق الأوسط"، وهي "تزعزع السلام والأمن وتلقي باللوم على جميع الدول الإقليمية الأخرى"، وإسرائيل والولايات المتحدة "تثيران ضجة" حول كوريا الشمالية. لكنهم "صامتون وهادئون وصامتون بشأن السلاح النووي الذي تمتلكه إسرائيل" .
وردت بوليفيا على ليبيا قائلة إن الممثل الليبي أدلى بمجموعة من التصريحات الجريئة التي كانت سخيفة وغير واقعية. وأشارت إلى "انتهاك الإجراءات بشكل أخوي"، حيث تنص معايير الأمم المتحدة على تقديم الردود لرؤساء الدول كتابةً. وبدلاً من ذلك، "استغلت ليبيا حسن نية رئيس الجمعية العامة لتوجيه إهانات غير مقبولة إلى موراليس وبوليفيا وشعبها". وأصرت بوليفيا على أنها تدين وستستمر في إدانة الهجمات الإمبريالية وتلفت الانتباه إلى الدوافع الحقيقية للتدخلات الإمبريالية فيما يتصل بالموارد الطبيعية والمصالح الجيوستراتيجية. وقالت إن "الأكاذيب لن تسكتنا"، وخاصة أن أولئك الذين دافعوا عن القذافي حتى سنوات الخوف السابقة، أصبحوا الآن يطلقون عليه لقب طاغية. "ومن المهم أن نشير إلى أن أولئك الذين يكتبون السيناريوهات في هجومهم على موراليس يهدفون إلى تحويل انتباه الجمعية العامة ضد مبادئ ميثاق الأمم المتحدة . بوليفيا ستكافح لضمان عدم وقوع المزيد من الهجمات والهجمات الفردية في العالم في انتهاك للقانون الدولي ونهب الناس". كما أضافت أن الشعب البوليفي يكن احترامًا وإعجابًا كبيرين للشعب الليبي، ولكن في هذه الحالة، ووفقًا لكلمات الممثل الليبي، فإنها تحتفظ بالحق في اتخاذ أي إجراء قانوني "في وسعنا للتأكد من وجود استجابة عامة للأكاذيب الوقحة التي أطلقها ممثل ليبيا ضد محاولات تحويل الانتباه عما فعله موراليس بطريقة كريمة. وقالت إن موراليس لفت الانتباه أيضًا إلى ضرورة خضوع أولئك الذين ينتهكون القانون الدولي وميثاق الأمم المتحدة ويهددون بقصف دول وبلدان أخرى للمحاكمة على الجرائم التي يرتكبونها. وأضاف البيان أن بوليفيا لن "تسكت ولن تسمح بهجمات لا أساس لها ضد كرامة شعبها وبلدها". وبالمثل، تؤيد بوليفيا "قرار تعزيز مقاضاة جرائم الحرب التي ترتكبها الولايات المتحدة. نحن نعلم من يدافع عن مصالح الولايات المتحدة، وهذا ليس مفاجئًا، ولكن على الأقل يجب أن يتم ذلك على أساس الحقيقة وليس الأكاذيب و العبارات المختلقة. لن يبقى التعليق في الجمعية العامة للأمم المتحدة في سجل الجمعية. قال ممثل بوليفيا إن بلاده تدين وستستمر في إدانة الحقوق ضد الشعوب والسيادة في القانون الدولي".
ردت أرمينيا على رد أذربيجان قائلة إنها قالت في البداية إنها لم تكن تنوي أخذ الكلمة وتعتذر ولكنها اضطرت إلى التعليق على تعليقات ممثلي أذربيجان التي استندت إلى "مزيد من الأكاذيب بالإضافة إلى وزير خارجية أذربيجان (إلمار ممدياروف)"، وهو تصريح معتاد، "خاصة عندما لا يتحقق أحد من الحقيقة". وقالت إن ما حدث في عام 1988 كان تقرير مصير مرتفعات قره باغ وكان حقًا قانونيًا دستوريًا ردًا على "المذابح والحرب التي شنتها أذربيجان ردًا على المطالب السلمية". "لا شيء مما تقوله أذربيجان من أي منبر هو حقيقة؛ بل على العكس من ذلك، إنها عبارة عن وابل متواصل من الأكاذيب والخطابات المعادية للأرمن. تُردد الأكاذيب الفاضحة في كثير من الأحيان حتى اعتادوا عليها في النهاية. في الواقع، تُكرر الأكاذيب في كثير من الأحيان حتى يعتقدون أنها حقيقية. هذا تفكير متفائل". استشهدت أرمينيا بالتعليقات على أنها صادرة من بلد يعلق رئيسه على أرمينيا بأنها معادية للأجانب ومخالفة "للقانون الدولي في عالمنا. إن زيادة ميزانية الدفاع ليست شيئًا نفخر به لأن الدول الأخرى تفكر في أهداف التنمية والعديد من الدول لا تملك مثل هذه الموارد"، ومع ذلك يقال إن الرئيس الأذربيجاني إلهام علييف يهدد بالحرب مع أرمينيا. وعلق أيضًا على زيادة الإنفاق الدفاعي وغيره من التدابير ذات الصلة. وأضاف أن أذربيجان بلد يمكن فيه لأي شخص يقتل أجنبياً أرمنياً، أن يفلت من العقاب. وقال إن القاتل المذكور هو راميل صفاروف الذي قتل شخصًا نائمًا في سريره وكان جبانًا ولكن مُجّد وأُعلن بطلاً قومياً. وأضاف أن تكتيكات أذربيجان تعتبر أن أفضل هجوم هو الدفاع الجيد وأنها تحاول التلاعب بالعالم لإنقاذها، لكن لا أحد يستطيع التلاعب على الرغم من أموال النفط الأذربيجانية وبالتالي فإن أذربيجان ليس لها حق قانوني أو أخلاقي في مرتفعات قره باغ لتخبرهم كيف وأين يعيشون وكيف ينبغي أن تكون مستقلة. واتهم قيادة أذربيجان بالتحدث بلغتين: حل النزاعات وإلقاء اللوم دائمًا على أرمينيا. قالت أذربيجان إنها عزلت أرمينيا وإنها تدفع ثمنًا لذلك، لكن قرارات الأمم المتحدة تدعو أذربيجان إلى وقف الأعمال العدائية. على الرغم من اتفاق السلام الذي تم التوصل إليه عام 1994 مع مرتفعات قره باغ، فإن السلطات الأذربيجانية تواصل إطلاق النار على خط التماس، ولكن يتعين عليها بدلاً من ذلك أن تبدأ في سحب القناصة الذين سيكونون بمثابة دروع بشرية. إذا كانت أذربيجان ترغب في إعادة اللاجئين والنازحين داخلياً، فيجب عليها أن تتبع مجموعة منظمة الأمن والتعاون في أوروبا - مينسك لتقديم التعويضات على الفور.
استخدمت ليبيا حقها الثاني في الرد على بيان بوليفيا. هذه المرة قال المندوب إنه فيما يتعلق بالرئيس جون وليام آش فإنه لن يضيف إلا أنه "لم يكذب قط في حياته ولن يكذب في هذه الحياة. أولئك الذين يريدون الاطلاع على الوثائق مرحب بهم لرؤيتها".
أخذت أذربيجان الكلمة مرة أخرى وقالت إنه من المؤسف أن الوفد الأرميني استخدم هذا المنبر للإدلاء بتصريحات دعائية لا أساس لها من الصحة. في الواقع، شهدت الجمعية العامة "محاولة فاشلة أخرى لتضليل المجتمع الدولي. لقد كانت عبارةَ عن أكاذيب وتشويهات وتحريفات نرفضها بشكل قاطع. وهذا يوضح كيف أن هذه الدولة العضو ليست بناءة ولا تقدم شيئًا سوى إساءة استخدام الحق في التحدث من على منبر الأمم المتحدة". وعلى هذا النحو، قال إن ما سمعناه كان "تعليقات غير ذات صلة ولا تستجيب للحجج. كما أن تعليقات أرمينيا توضح محاولات تلك الدولة العضو لخلق مواقف خاطئة وصرف انتباه المجتمع الدولي عن المشاكل الرئيسية الناجمة عن عدوانها على أذربيجان. كان أيضًا تحديًا مفتوحًا لعملية تسوية الصراع. في وقت سابق، أدرك المسؤولون في هذا البلد عدم وجود أي فرصة للأجندة السياسية غير البناءة والخطيرة وأنه من الأفضل أن يستفيد شعبنا في أقرب وقت من التعاون".
لقد أعربت بوليفيا مرة أخرى عن أسفها "لاستخدام هذا المنتدى في انتهاك لقواعدنا لمهاجمة كرامة رئيس، وشعب، ودولة عضو في الأمم المتحدة. ونحن نأسف للمحاولات التي بُذلت للابتعاد عن الموضوع الرئيسي الذي تناوله البيان الشجاع لرئيسنا، لقد أيدت بوليفيا كل كلمة نطق بها موراليس، بل وحتى ما قلته في منصبي كممثل دائم. وبالتالي فإن بوليفيا لن تلعب لعبة محاولة صرف الانتباه عن القضية الأساسية: حروب الاستيلاء على الموارد الطبيعية والنهب والمصالح الجيوستراتيجية للولايات المتحدة الأمر متروك لكل شخص أن يقرر ما إذا كان سيتبع النصوص المكتوبة ... إن الأكاذيب والتلاعبات التي قام بها ممثل ليبيا مرفوضة تمامًا من قبل بوليفيا وستتخذ الخطوات اللازمة التي لديها الحق في اتخاذها ".
وردت أرمينيا مرة أخرى قائلة إن "المعيار الوحيد لقياس كلام أذربيجان هو مشاركتها في قمم منظمة الأمن والتعاون في أوروبا وتصريحات رؤساء الدول التي ترأس المنظمة". وبالتالي فإن أرمينيا كانت متوافقة مع هذه الوثائق وأن المجتمع الدولي يتحدث بلغة مشتركة معها بشأن مرتفعات قره باغ. لقد حان الوقت لأن تستمع أذربيجان إلى الأمم المتحدة. "كما سعى إلى نداء لسياسة الذاكرة وتذكير أذربيجان: في عام 1988 طالبت مرتفعات قره باغ سلميًا بالاستقلال ثم تعرضت للهجوم من قبل أذربيجان؛ في عام 1992 بعد تدابير الدفاع عن النفس أعلنت الاستقلال، "ليس من الصعب تذكر الحقائق الأساسية في الكتب المدرسية" ولكن أذربيجان تروي القصة بالطريقة التي يرغبون في رؤيتها بأنفسهم وتشير تصريحات أذربيجان إلى أنها "دولة عنصرية وكارهة للأجانب"؛ وأنه في 18 سبتمبر 2013، قال علييف: "يجب رفع العلم الوطني لأذربيجان في شوشا وهانكاندي ويجب أن يعيش الأذربيجانيون على جميع الأراضي التاريخية في يريفان ... سيأتي الوقت الذي سنعيش فيه نحن الأذربيجانيون هناك، أنا متأكد من أن هذا الوقت سيأتي، نريد ببساطة أن يحدث ذلك قريبًا". ذكّرت أرمينيا الحضور بأن الأسماء الجغرافية هي نسخ أذربيجانية مشوهة من الأسماء الأرمنية وأن "أذربيجان ستقدم غدًا موجزًا عن برنامج شهر رئاستها لمجلس الأمن الدولي، وستتحدث عن السلام. لن يصدق أحد هذا. لا يمكن لأذربيجان أن تدعو إلى الحرب على جارتها وتتحدث عن السلام. كأنهم ذئب في جلد حمل. لا تصدقوا هذه الحجة ولا ينبغي لأي أحد أن يفعل ذلك".
وردت كوريا الجنوبية على كوريا الشمالية بتوضيح أن التدريبات العسكرية المشتركة مع الولايات المتحدة هي إجراء دفاعي مشروع ضد عدوان كوريا الشمالية وما أسمته "التهديدات اليومية من جانب كوريا الشمالية"، وبالتالي فهي بمثابة رد دفاعي بحت. وقالت إن التدريبات ساهمت في ردع الحرب لعدة عقود في شبه الجزيرة الكورية. وبموجب قرار مجلس الأمن ذي الصلة الصادر في 19 سبتمبر 2005[أي منها؟] والبيان المشترك، فإن كوريا الشمالية ملزمة بتفكيك كل أسلحتها النووية وبرامجها للتخصيب. وقد أوضح هذا الأمر أيضاً القرار الأحدث لمجلس الأمن رقم 2094 الصادر في 7 مارس 2013 .
وردت كوريا الشمالية على الفور على البيان الكوري الجنوبي قائلة إنه "أدلى بتصريحات سخيفة للغاية ورُفضت تمامًا باعتبارها مضللة. وبالتالي أُخبرت 193 دولة عضو في الأمم المتحدة بحقيقة مشوهة". ويستشهد على وجه التحديد بالمرجع الكوري الجنوبي إلى الإجراءات العسكرية التي زعمت أنها مناورة روتينية ودفاعية. ومع ذلك، إذا نظر المرء إلى الطبيعة يمكنه بسهولة أن يفهم أنها هجومية وعدوانية وتستهدف جمهورية كوريا الديمقراطية الشعبية. في الشهر الماضي حُشِّد 500 ألف جندي وقوات احتياطية، إلى جانب قاذفات بي-52 وحاملات الطائرات وطائرات بي-52 وحدها، كما نعلم جميعًا أن لديها القدرة على ذلك. تحتوي على صواريخ توماهوك ورؤوس أسلحة نووية وقنابل جاذبية نووية للقصف. لقد جاءوا إلى كوريا الجنوبية وشاركوا في التدريبات والإنزال في ظروف حقيقية على عتبة جمهورية كوريا الديمقراطية الشعبية، مما يهدد السلام والأمن في شبه الجزيرة الكورية والمنطقة ككل ويقوض السلام والتنمية وهو الاتجاه الرئيسي في منطقة آسيا والمحيط الهادئ. وأضافت أن هذا "ضد جمهورية كوريا الديمقراطية الشعبية، وهو ما يوضح أن جمهورية كوريا الديمقراطية الشعبية إختيرت من قبل الولايات المتحدة، وأن تلاعبها ينبع بحتًا من سياسة عدائية تجاه جمهورية كوريا الديمقراطية الشعبية، مع إساءة استخدام السلطة التي يتمتع بها العضو الدائم". ولذلك فإن جمهورية كوريا الديمقراطية الشعبية لا تعترف أبدا بالقرارات. وبموجب تفويض مجلس الأمن التابع للأمم المتحدة، فإن المهمة المشتركة بين كوريا الجنوبية والولايات المتحدة هي: يجب أن تُعتبر التدريبات في جنوب إفريقيا بمثابة التهديد الأعظم والأخطر للسلام والأمن في المنطقة.
وسارعت كوريا الجنوبية إلى إلقاء الكلمة مرة أخرى لتقول إن كوريا الشمالية لديها مرة أخرى "عادة إلقاء اللوم على الآخرين بسبب عاداتها واستفزازاتها وأن التوترات في المنطقة كانت نتيجة لإطلاق الصواريخ والتهديدات". كما أكدت أن مجلس الأمن الدولي والدول الأعضاء الأخرون أدانوا التجربة النووية الثالثة التي أجرتها كوريا الشمالية وحثوها على الالتزام بقرارات الأمم المتحدة ذات الصلة. وأشارت إلى أن كوريا الشمالية تشكك في مصداقية مجلس الأمن الدولي، حيث أن المجلس هو الجهاز الرئيسي في الحفاظ على السلام وأن جميع القرارات التي يتخذها مجلس الأمن الدولي تُعتمد بالإجماع.
وعادت إيران إلى طاولة النقاش لإبلاغ الجمعية العامة بأن الممثل قد أخطأ في اقتباس أقوال وزير خارجيته. ما قيل في الواقع هو أن "هجوم الابتسامة أفضل من هجوم الكذب" وأنه كان ينبغي له أن يحفظه. وأراد أن يؤكد أن "هجوم الابتسامة أفضل من هجوم الكذب".

#### كلمة الختام
اختتم الرئيس جون ويليام آش المناقشة العامة لهذا العام بتلخيص التعليقات. وقال إن التعليقات التي أدلي بها من شأنها أن توجه الدورة، واستذكر موضوعه المتعلق بالمناقشة العامة وتحديد المجالات ذات الأولوية للمداولات من جانب الدول الأعضاء في شكل أحداث رفيعة المستوى أو مناقشات مواضيعية. وأضاف أن جميع الوفود تقريبا التي علقت على الموضوع أشادت به وتعهدت بتقديم الدعم الكامل له. وهو ينظر إلى هذا باعتباره مقدمة لما سيأتي خلال العام المقبل و"يثق في أننا جميعاً نعمل بإبداع وكفاءة في هذه الدورة". كما سعى إلى البناء على ريو +20 والبدء في العمل على إيجاد أجندة تنمية عالمية تشمل الأمن الغذائي والرعاية الصحية (وخاصة رعاية الأمومة) ومكافحة فيروس نقص المناعة البشرية/أيدز. كما ذكّر الحضور بأن بعض الوفود قالت إن الديمقراطية وحقوق الإنسان والسلام والأمن يجب أن تكون جزءًا من أجندة التنمية المستدامة؛ وأن البعض تحدث أيضًا عن تمكين المرأة والشباب والسكان الأصليين وذوي الإعاقة. وتحدث أيضا عن التركيز على دور الشراكات (الذي سيكون محور مناقشة موضوعية واحدة) وذكّر الوفود المجتمعة بأنه في حين أن التعاون بين بلدان الجنوب مهم في التنمية، فإنه يكمل التعاون بين الشمال والجنوب وليس يحل محله. ودعا أيضًا إلى مشاركة الجهات الفاعلة غير الحكومية والحاجة إلى تمويل الابتكار ونقل التكنولوجيا. كما ذكّر الوفود بأن الاحتياجات والنقاط الضعيفة المحددة للدول الجزرية الصغيرة النامية تشكل اعتباراً مهماً في أجندة التنمية لما بعد عام 2015.
وأشار إلى أن البيانات التي صدرت خلال المناقشة العامة تضمنت العديد من الإدانات لاستخدام الأسلحة الكيميائية في سوريا إلى جانب دعوات لمحاسبة مرتكبي هذه الجرائم، ورحب بانضمام سوريا إلى منظمة حظر الأسلحة الكيميائية. ورحبت العديد من الدول أيضاً بالاعتماد بالإجماع لقرار مجلس الأمن التابع للأمم المتحدة رقم 2118 بشأن سوريا، ورحبت بضرورة تمسك مجلس الأمن بميثاقه بشأن العمل والرغبة في التوصل إلى حل تفاوضي في مؤتمر جنيف الثاني بشأن سوريا. وفيما يتعلق بالقضية الفلسطينية، كانت هناك دعوات متكررة لحل الدولتين، وفي هذا السياق كان هناك ترحيب باستئناف المفاوضات المباشرة. كما استمع إلى الثناء على التقدم المحرز في مالي وجمهورية الكونغو الديمقراطية، رغم وجود مخاوف بشأن غينيا بيساو، وجمهورية أفريقيا الوسطى، والسودان، ومنطقة الساحل. وفيما يتعلق بالصومال، استمع إلى كلمات التشجيع والتحذير. كما وجهت دعوات إلى المجتمع الدولي لاتخاذ إجراءات ضد الإرهاب بكل أشكاله، وأدان بشدة الحوادث الإرهابية في كينيا، وباكستان، والعراق؛ رغم أنه قال "للأسف... أضف نيجيريا". كما دعا إلى دور للمرأة والقضاء على العنف الجنسي في الصراعات ودور الأطفال الجنود. وتحدث كذلك عن التحول بعد الربيع العربي وعن الأمن السيبراني الذي يتطلب دورا أكبر للأمم المتحدة. وأشار أيضاً إلى بعض التحفظات بشأن المحكمة الجنائية الدولية والتحيز لمناطق جغرافية معينة، والمخاوف بشأن استخدام أسلحة الدمار الشامل ومخاطر الانتشار، والدعوات إلى إنشاء مناطق خالية من الأسلحة النووية، وأن استخدام الأسلحة الصغيرة يخلف تأثيراً سلبياً على السلام والأمن، وبالتالي فإن معاهدة تجارة الأسلحة موضع ترحيب مع دعوات إلى دخولها حيز النفاذ في أسرع وقت. ومن بين النقاط الأخرى التي نوقشت هي ضرورة إصلاح الأجهزة الرئيسية للأمم المتحدة لتحقيق المزيد من التوازن لكي تكون عادلة وخاضعة للمساءلة، وخاصة مجلس الأمن التابع للأمم المتحدة وكيف كان لاستخدام حق النقض تأثير مشلول؛ وفي هذا الصدد ينبغي للجمعية العامة للأمم المتحدة أن يكون لها دور أكبر وأن يكون لديها تنسيق أفضل. وهذا يتطلب من الدول الأعضاء التحرك باتجاه هادف بشأن الإصلاحات والإنعاش المطلوب.
اختتم كلمته قائلاً إن المناقشة العامة توفر "مقياساً مفيداً لتقييم الوضع في إطار تفويض المنظمة، وكانت المكان الوحيد الذي يمكن فيه للدول الأعضاء البالغ عددها 193 دولة أن تسمع أصواتها بين ما يؤثر على اهتمامات شعوبنا. وكثيراً ما تُتهم المنظمة بأنها منبر للحديث، وربما يكون الأمر كذلك، ولكن المناقشة العامة تخدم غرضاً يتمثل في تحديد مكانتنا كمجتمع عالمي وتحديد المبادئ التوجيهية للتوجيه. إنها نقطة مفيدة للمراجعة بين الأقران والمساءلة العامة. وعلى الرغم من السلبية، فإن الإيمان بقيمة المنظمة كمنتدى عالمي مرتفع. ومع التوجيه هذا الأسبوع، يتعين علينا أن نجد أرضية مشتركة للمضي قدماً في الإجراءات. وفي العالم الحقيقي الذي نعيش فيه، فإن مثل هذا التنازل مفيد لإطار ما بعد عام 2015. وأتطلع إلى العمل معكم. وفي الختام، أوجه الشكر إلى الأمين العام وقسم إدارة المؤتمرات".